# Filippo Patroni Griffi
Filippo Patroni Griffi (Napoli, 27 agosto 1955) è un giurista italiano, dal 29 gennaio 2022 giudice della Corte costituzionale della Repubblica italiana.
È stato ministro per la pubblica amministrazione e la semplificazione nel governo Monti, sottosegretario di Stato alla Presidenza del Consiglio dei ministri nel governo Letta e presidente del Consiglio di Stato della Repubblica Italiana.

## Biografia
Proveniente dalla famiglia aristocratica napoletana dei Patroni Griffi, è figlio di un magistrato e imparentato col regista Giuseppe Patroni Griffi. Dopo aver conseguito la maturità classica,al Liceo Umberto di Napoli, consegue con lode la laurea in giurisprudenza presso l'Università degli Studi di Napoli Federico II nel 1977.
Entrato in magistratura nel 1979, è stato magistrato ordinario e referendario del TAR, prima di diventare consigliere di Stato nel 1985. Nel Consiglio di Stato è stato presidente della IV sezione e direttore dell'Ufficio del Massimario.
Ha ricoperto l'incarico tecnico di capo dell'ufficio legislativo del Dipartimento della funzione pubblica sotto i ministri Sabino Cassese, Franco Frattini, Giovanni Motzo e Franco Bassanini.
È stato capo del Dipartimento per gli affari giuridici e legislativi della Presidenza del Consiglio dei ministri durante il secondo governo presieduto da Romano Prodi.
È stato inoltre capo di gabinetto del Ministro per le riforme istituzionali Giuliano Amato nel primo governo D'Alema e del Ministro per la pubblica amministrazione e l'innovazione Renato Brunetta nel quarto governo Berlusconi.
È stato, inoltre, segretario generale dell'Autorità del Garante per la protezione dei dati personali dal 18 aprile 2005 al 28 novembre 2011 e membro della Commissione indipendente per la valutazione, la trasparenza e l'integrità delle amministrazioni pubbliche (CiVIT) dal 15 dicembre 2009 fino alla sua nomina a Ministro nel 2011.
È autore di saggi scientifici in tema di diritto amministrativo, semplificazione normativa e amministrativa, processo amministrativo.

### Governi Monti e Letta

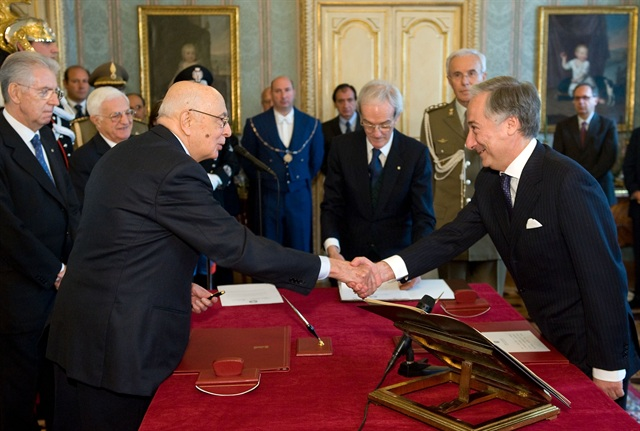
Patroni Griffi presta giuramento da Ministro per la pubblica amministrazione e la semplificazione al Quirinale davanti al Presidente della repubblica Giorgio Napolitano

Con la nascita del governo tecnico guidato dal neo-senatore a vita Mario Monti, il 16 novembre 2011 giura nelle mani del Presidente della Repubblica Giorgio Napolitano come Ministro per la pubblica amministrazione e la semplificazione con delega alle riforme istituzionali nel governo Monti, incarichi che mantiene fino alla fine dell'esecutivo il 28 aprile 2013.
Successivamente con la nascita del governo di larghe intese guidato da Enrico Letta tra Il Popolo della Libertà, Partito Democratico, Unione di Centro e Scelta Civica, il 28 aprile 2013 viene nominato dal Consiglio dei Ministri sottosegretario di Stato alla Presidenza del Consiglio dei ministri con le funzioni di segretario del Consiglio dei ministri del governo Letta, rimanendo in carica fino alla fine dell'esecutivo nel 2014, per rientrare al Consiglio di Stato..

### Presidenza del Consiglio di Stato
A febbraio del 2016 viene nominato presidente aggiunto del Consiglio di Stato, incarico mantenuto fino al 2018.
Il 25 settembre 2018 viene nominato presidente del Consiglio di Stato, carica mantenuta fino al 29 gennaio 2022 perché eletto giudice della Consulta, e venendo succeduto da Franco Frattini.
Da maggio 2021 è presidente di ACA-Europe, associazione che raggruppa le Alte Corti Amministrative europee.

### Giudice della Corte costituzionale
Il 15 dicembre 2021 è stato eletto giudice della Corte costituzionale dai magistrati del Consiglio di Stato, all'esito del ballottaggio col presidente della 6ª Sezione Luigi Maruotti, in sostituzione di Giancarlo Coraggio, che ha terminato l'incarico il 28 gennaio 2022; è entrato in carica giurando il 29 gennaio successivo dinanzi al Presidente della Repubblica Sergio Mattarella.

## Vita privata
Ha due figli e quattro nipoti.

## Procedimenti giudiziari
Ad aprile 2021 viene indagato dalla Procura di Roma con l'accusa di induzione indebita a dare o promettere utilità, essendo intervenuto, secondo gli inquirenti, nel 2017 presso l'avvocato Piero Amara (indagato con la stessa ipotesi di reato) per non licenziare l'amica Giada Giraldi. Successivamente, a settembre dello stesso anno il procedimento viene archiviato su richiesta della stessa Procura e su disposizione del GIP, avendo acclarato che nulla era a lui imputabile.

## Onorificenze e riconoscimenti
Altri riconoscimenti:
- Premio Sele d'Oro per il Mezzogiorno nel 2013[6]
- Premio Sandulli nel 2019[6]
- Premio Guido Dorso nel 2020[6]